# پیلون (کوبا)
پیلون (به اسپانیایی: Pilón) یک منطقهٔ مسکونی در کوبا است که در استان گرانما واقع شده‌است. پیلون ۴۶۲ کیلومتر مربع مساحت و ۲۹٬۷۵۱ نفر جمعیت دارد و ۵ متر بالاتر از سطح دریا واقع شده‌است.

## خواهرخوانده
شهر چروو خواهرخواندهٔ پیلون (کوبا) هست.